# Alana – dziewczyna z przyszłości
Alana – dziewczyna z przyszłości (ang. The Girl from Tomorrow) – australijski przygodowy serial telewizyjny dla młodzieży, wyprodukowany przez Film Australia, zrealizowany w 1990 r. W Polsce serial emitowany był w roku 1997, w programie drugim TVP.
Serial posiada 12-odcinkowy sequel pod tytułem The Girl from Tomorrow Part II: Tomorrow’s End, wyemitowany przez australijską telewizję w 1993 r.

## Fabuła
Akcja rozpoczyna się w roku 3000. Ludzkości udało się stworzyć idealny, utopijny świat pozbawiony nieszczęścia, zła, chorób. Technologia osiągnęła wysoki poziom - komputery towarzyszą ludziom w każdej sytuacji; dzięki nim rozwinęła się umiejętność telepatii. Społeczeństwo skupia całe swoje siły na odbudowie Ziemi, która o mało nie została całkowicie zniszczona przez Wielką Katastrofę - zdarzenie mające miejsce około roku 2500, które uczyniło niemożliwym życie na północnej półkuli.
By odkryć przyczyny katastrofy, naukowiec o imieniu Bruno stworzył Kapsułę Czasu. Zapadła decyzja, by wysłać odpowiednio wyposażonego ochotnika, 500 lat w przeszłość, w celu przeprowadzenia śledztwa. Zwiadowcą wybrana zostaje nauczycielka telepatii - Tulista. W czasie powrotnej podróży, ku zaskoczeniu osób znajdujących się w laboratorium, kapsuła sprowadziła dwoje podróżników - kobietę oraz kryminalistę o imieniu Silverthorn, który z miejsca postanawia podbić rok 3000. Odkrywając naprędce iż ludzie są w posiadaniu technologii zdecydowanie silniejszej od jego pistoletu laserowego, decyduje się porwać przypadkowo przebywającą w pomieszczeniu dziewczynę o imieniu Alana (uczennicę Tulisty) i przenieść się z powrotem do swojego czasu. Pech chce, że oboje lądują w Australii początku lat 90.
Po odzyskaniu przytomności na wysypisku śmieci nieopodal centrum Sydney, Silverthorn stwierdza, iż manipulacje w roku 1990 będą efektywniejsze od powrotu do roku 2500. Alanie udaje się uciec. Po drobnych przejściach, przypadkowo poznaje  rówieśniczkę o imieniu Jenny. Początkowo nieufna dziewczyna nie potrafi uwierzyć w historię Alany, ale z biegiem czasu zmienia zdanie i decyduje się pomóc nowej przyjaciółce w powrocie do domu oraz pokrzyżowaniu planów Silverthornowi, który zaczyna zmieniać bieg historii.

## Główne postacie

### Alana
Alana to czternastoletnia dziewczyna z roku 3000. Rodzice Alany żyją na Tytanie - jednym z księżyców Saturna. Wysłali ją na Ziemię, aby rozwijała swą edukację. Na Ziemi opiekują się nią przewodnicy, którzy uczą ją posługiwania się Przekaźnikiem (urządzeniem wzmacniającym zdolności paranormalne), tak aby w przyszłości mogła zostać uzdrowicielką. Alana posiada trzy charakterystyczne kropki w okolicy lewej skroni. Są one znakiem, iż jest ona na tyle dojrzała, aby móc posługiwać się Przekaźnikiem.

### Silverthorn
Silverthorn to złoczyńca z roku 2500. Jego najbardziej zauważalnymi cechami są przebiegłość i skłonność do agresji. Jednocześnie potrafi być bardzo czarujący, lecz jest to tylko fasada, służąca do oszukiwania ludzi. Pojawiając się w roku 3000, uprowadził Alanę do roku 1990, w którym przy wykorzystaniu technologii z przyszłości, ma zamiar rządzić światem.

### Jenny Kelly
Jenny pochodzi z roku 1990. Jest typową nastolatką przechodzącą okres buntu. Włosy ufarbowała w kolorze purpury, gra na bębnach i aspiruje do założenia własnej kapeli. Gdy nie jest w szkole, pomaga mamie prowadzić delikatesy. Jenny nienawidzi mieszkać w Sydney, lecz gdy pojawiła się Alana, sprawy zaczęły przybierać inny bieg.

### Petey Kelly
Petey niczym nie odróżnia się od innych dziewięcioletnich chłopców z 1990 roku. Uwielbia przebierać się we własnoręcznie zrobiony kostium superbohatera i nazywać się Kapitanem Zero. Petey jest wielkim fanem science-fiction, które "przychodzi mu z pomocą", gdy sprawy się komplikują.

### Irene Kelly
Irene jest matką Peteya i Jenny. Jest właścicielką delikatesów Kelly Deli. Jak większość matek, jest tak bardzo zatroskana o swoje dzieci, że jest gotowa samotnie stawić czoła Silverthornowi, aby je ratować. 

### James Rooney
James jest nauczycielem fizyki w liceum, do którego uczęszcza Jenny. Irene zadurzyła się w nim, gdy spotkała go po raz pierwszy w szkole, zapisując Alanę do liceum. James pomaga całej rodzinie odzyskać Kapsułę Czasu, aby Alana mogła wrócić do domu.

## Obsada
- Katharine Cullen – Alana
- John Howard – Silverthorne
- Melissa Marshall – Jenny Kelly
- James Findlay – Petey Kelly
- Helen O’Connor – Irene Kelly
- Andrew Clarke – Pan James Rooney
- Grant Dodwell – Mark Johnson (reporter telewizyjny)
- Miles Buchanan – Eddie (pomocnik Silverthorna)
- Pauline Chan – Arva (Kanclerz Rady Światowej)
- Deborah Clay – Tess (nie ujęta w napisach końcowych)
- Adam Cockburn – kolega Grega (uczeń liceum)
- Andy Devine – Pan Corbett (sprzedawca owoców)
- Helen Jones – Tulista (opiekunka Alany)
- Dene Kermond – kolega Grega (uczeń liceum)
- Denise Kirby – Pani Biggins
- Mark McCann – policjant
- Jane McDermott – Pani Jenkins
- Kate McDonald – Lesley
- Shane McNamara – policjant
- Monroe Reimers – Bruno (wynalazca Kapsuły Czasu)
- Haydon Samuels – (wymieniony w czołówce jako Hayden Samuels)
- Brenda Senders – strażniczka
- Melissa Tkautz – Maria (uczennica liceum)
- Doreen Warburton – Pani Bloomington (wścibska sąsiadka)
- Emily Lumbers – Angela (sekretarka Silverthorna)